# 王若飞故居
26°15′09″N 105°55′36″E / 26.25250°N 105.92667°E
安顺文庙位于中国贵州省安顺市西秀区中华北路202号（原北街174号），是中国共产党早期领导人王若飞出生及成长的地方，2013年被列为第七批全国重点文物保护单位。

## 历史
王若飞（1896年10月11日－1946年4月8日），1922年加入中国共产党，1927年5月当选为中共中央委员，1931年任中共西北特区委书记，同年在包头被捕入狱，1937年国共合作之后方在太原被释放。在延安历任中共陕甘宁边区党委统战部长、宣传部长、十八集团军延安总部副总参谋长，中共中央华北华中工作委员会秘书长，中央党务研究室主任，中共中央秘书长等职。1945年8月与毛泽东、周恩来赴重庆谈判。1946年4月8日，同博古、叶挺、黄齐生等人返延安时因飞机失事在山西遇难。
王若飞故居始建于清代，由王若飞曾祖父所建，1982年政府拨款维修同时对外开放。故居为木结构民居建筑，由门楼、过道、朝门、正房、对厅房、西厢、影壁等组成，现存部分家具实物及王若飞在日本、法国留学时进行革命活动的资料，重庆谈判时所穿衣物等。

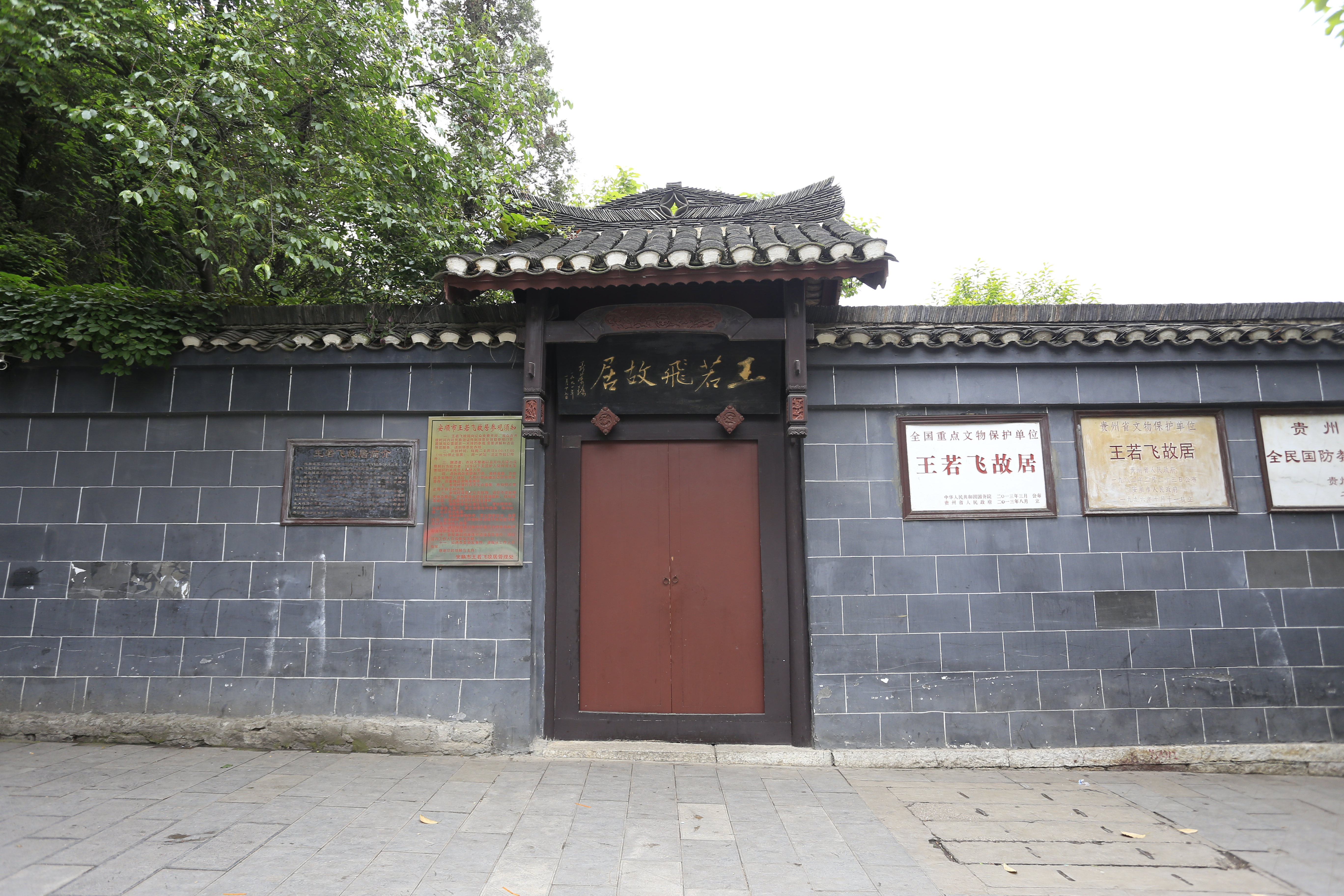